# Geschiedenis van de media op de Nederlandse Antillen en Aruba
De geschiedenis van de media op de Nederlandse Antillen en Aruba is een verhaal van pluriformiteit (de variëteit aan media) en dominantie (van Curaçao over de andere eilanden).
Op de Nederlandse Antillen en Aruba zijn verschillende dagbladen, radio- en televisiezenders beschikbaar voor een uiteenlopend publiek. De verschillende media richten zich op een  Nederlands-, Papiaments-, Spaans- of Engelstalig publiek. 
Een overzicht van het huidige dagbladaanbod op de Nederlandse Antillen en Aruba is beschikbaar: zie Lijst van dagbladen#Nederlandse Antillen en Lijst van dagbladen#Aruba. Waar mogelijk zijn er gegevens over het dagblad toegevoegd, zoals hoofdkantoor, oplage, verspreidingsgebied en uitgever. Via Curaçao is overigens onder de kop Media een uitgebreide lijst van kranten, radio- en televisiezenders te raadplegen.
Hoewel de Nederlandse Antillen en Aruba een scala aan media tot hun beschikking hebben, hebben de dagbladen en omroepen in het verleden voor verscheidene problemen gestaan. Voornamelijk door het gebrek aan financiële middelen moesten de uitgaven op moderne apparatuur of opgeleid personeel worden gekort. 

## Ontwikkeling van de dagbladen
Sinds 1812 zijn er tal van periodieken verschenen en weer verdwenen. Curaçao diende lange tijd als enige standplaats voor de productie en redactie van dagbladen. Aruba hield zich pas vanaf de status aparte van het eiland bezig met eigen media.
Gedurende de negentiende eeuw gaven vooral actuele gebeurtenissen aanleiding tot het oprichten van een eigen dagblad. De kranten hadden tot taak het geloof en de idealen van diverse religies en maatschappelijke groeperingen te propageren en te verdedigen. Politieke, maatschappelijke en economische gebeurtenissen konden immers de bevolking in beroering brengen en de kranten - en dan met name de katholieke - werden ingezet om de maatschappelijke vrede te bewaren.
Nadelig gevolg hiervan was dat de redactie vaak in handen kwam van mensen zonder journalistieke of druktechnische ervaring, wat dan vaak weer leidde tot de spoedige ondergang van dit soort periodieken.
Beter verging het de ondernemers die vanuit een meer zakelijke invalshoek een dagblad wilde starten. Deze ondernemers beantwoordden aan de traditionele behoefte aan internationaal nieuws die kooplieden al hadden vanaf de zeventiende eeuw. Aan het eind van de 19de eeuw trok de internationale handel weer aan en verbeterden de verbindingen tussen de eilanden. Het was van belang de bevolking van veranderingen op de hoogte te houden en er was een goede markt voor publicaties. Deze periodieken verschenen veelal in het Spaans omdat de meeste kooplieden in die tijd van Portugees-joodse afkomst waren. In de dagbladen werd er voornamelijk aandacht besteed aan internationaal nieuws op financieel gebied. 
Er is nog altijd een Europees karakter zichtbaar in de journalistiek, zowel van de Nederlandstalige als de Papiamentstalige bladen op de Antillen. Dit karakter is er al sinds de oprichting door de Orde der paters Dominicanen van de Amigoe di Curaçao in december 1883. De krant voorzag in wereldnieuws en besprak de hoofdpunten van de vaderlandse geschiedenis. Maar de paters hadden daarnaast duidelijk een sociaal doel voor ogen met de krant. Zij bemoeiden zich met politieke en maatschappelijke ontwikkelingen om op die manier de katholieke levensvisie over te brengen op de bevolking van de Antillen. Tot de Tweede Wereldoorlog is aan deze gedachte door zowel paters als beroepsjournalisten inhoud gegeven.
Als publicatie van de Shell werd in 1935 de tweede Nederlandstalige krant opgericht: Beurs- en nieuwsberichten. Door het uitkopen van de lokale krantenuitgever Otto Cras verwierf de krant een monopoliepositie op de enige lokale bron van internationaal nieuws. De krant bracht daarnaast ook lokaal nieuws; de Shell had op Curaçao immers een industriële revolutie teweeggebracht. De Beurs- en Nieuwsberichten, met Johan van de Walle als eerste hoofdredacteur, bleef jaren in handen van de Shell, totdat de Nederlandse hoofdredacteur A. de Wit om politieke redenen werd uitgezet. Sinds die affaire gingen de krantenaandelen over in handen van politici van de Democratische Partij (Nederlandse Antillen). De Beurs- en Nieuwsberichten werd eind 1999 opgeheven.
Als Papiamentstalige bladen verschenen in de 20ste eeuw La Prensa en Nobo.

## Problemen bij de dagbladen
Omdat de kranten in verschillende talen worden gedrukt en het afzetgebied bestaat uit ver van elkaar gelegen eilanden, zijn er altijd problemen geweest op zowel redactioneel als productietechnisch gebied. Door de zeer hoge kosten moest er in de tweede helft van de 20ste eeuw aanzienlijk worden gekort op de uitgaven voor modernere apparatuur en personeel.
Een eerste probleem ontstond door de basisplaats van de dagbladuitgevers. Deze waren allen gevestigd op het grootste eiland Curaçao. Er moest rekening gehouden worden met de vliegtijden van de lijndiensten bij het van de drukpers komen van de kranten. Omdat alle kranten op ongeveer hetzelfde tijdstip uitkwamen bood uiteindelijk "krantenvliegtuig" een uitweg. Met het tijdstip dat gunstig is voor de verspreiding op de diverse eilanden werd door luchtvaartmaatschappij ALM rekening gehouden bij het vaststellen van nieuwe vliegschema's. Deze verspreiding bracht echter wel hogere kosten met zich mee.
Ook de verspreiding op de Antillen zelf was een kostbare en een intensieve aangelegenheid. Dat was voornamelijk te wijten aan het bouwpatroon op de Antillen. In tegenstelling tot de aaneengesloten rijen huizen zoals in Europese en Amerikaanse steden, liggen de huizen op de eilanden zeer verspreid. En daar kwam nog bij dat abonnees van Nederlandstalige en Papiamentstalige kranten niet in aparte wijken maar door elkaar wonen, zodat er geen huis-aan-huis-bezorging mogelijk was.
Vanwege een relatief kleine en verdeelde afzetmarkt waren de advertentie- en abonnementskosten beperkt. De omzetten van de dagbladen waren daarom te laag om moderne productieapparatuur aan te schaffen. Een gedeeltelijke oplossing was om meerdere kranten op één pers te drukken en de technische voorbereiding binnen één drukkerij te laten plaatshebben. Maar er was niet alleen een financieel tekort als het aankwam op investeringen in productieapparatuur. Alle hulp- en grondstoffen (inkt en papier) moeten uit de Verenigde Staten of uit Canada worden ingevoerd en zijn duur. Kosten werden bespaard door minder goed opgeleid personeel aan te trekken, maar dit had weer zijn invloed op de kwaliteit van het product. Aan de behoefte van het publiek aan ander en uitgebreid nieuws zoals analyses, interviews en commentaar, kon daarom niet worden tegemoetgekomen. 
Ook radio en televisie hadden en hebben te kampen met financiële tekorten, die hun invloed doen gelden op de kwaliteit van het eindproduct.

## Ontwikkeling van radio- en televisiezenders
De ontwikkeling van de radio-omroep heeft naast een Zuid-Amerikaanse, een zeer Nederlandse achtergrond. De Curaçaose Radio Omroep (Curom) begon in de jaren dertig van de twintigste eeuw met uitzenden. De vorm van de vereniging en de naam ANRO doen sterk denken aan de toenmalige Nederlandse Radio Omroep AVRO. De uitzendingen waren dan ook voornamelijk in het Nederlands en de zender werd ook weleens de Shell-omroep genoemd. Veel Shell-werknemers waren lid van de Curom. Toch moest de Curom zich met een bescheiden plaats tevreden stellen. Tijdens de Tweede Wereldoorlog begon de Curom ook enkele items in het Papiamentu uit te zenden. Hier was veel belangstelling voor, maar de leidinggevenden van de Curom gaven toch de voorkeur aan uitzendingen in het Nederlands. Maar de behoefte bij het publiek aan Papiamentstalige programma's leidde tot de oprichting van veel Papiamentstalige zenders, waaronder: Radio Hoyer en Radio Caribe op Curaçao en Radio Kelkboom en Voz di Aruba op Aruba.  
Hun omzet haalden deze zenders voornamelijk uit reclame, maar omdat er te weinig kennis was op het gebied van advertenties, werden er vaak te lage prijzen gevraagd. Bovendien waren de zenders bang met hogere tarieven geen adverteerders meer aan te trekken. Het gevolg was dat er heel veel reclame moest worden uitgezonden om te voorkomen dat er verlies werd geleden. Vaak zaten er tussen twee platen wel vijf of zes reclame-items.  Weinig ruimte bleef er daarom over  voor culturele en educatieve programma's die goed lagen bij het luisterende publiek. De luisteraar had echter weinig in te brengen.
In het begin werkten er bij de radiostations behoorlijk wat mensen met een goede opleiding die de kennis hadden om de juiste en goede programma's te maken. Helaas werd dit al gauw minder toen de zenders geen geld meer hadden om de salarissen te betalen. De plekken van vakkundige krachten werden ingenomen door mensen zonder ervaring of opleiding en dat zorgde, net als bij de dagbladen, voor aantasting van de kwaliteit. Het grapje dat leeft onder de Antilliaanse bevolking "Iedereen heeft wel een blauwe maandag voor de radio gewerkt", komt dan ook niet uit de lucht vallen.

Bij televisiestations werd in het algemeen een meer zakelijke aanpak gehanteerd waarbij meer aandacht werd besteed aan de wensen van de luisteraars en adverteerders. Indien radio-omroepen eenzelfde aanpak zouden hanteren, kon de omzet wellicht verdubbelen, waarmee dan weer educatieve en culturele programma's konden worden gemaakt. 

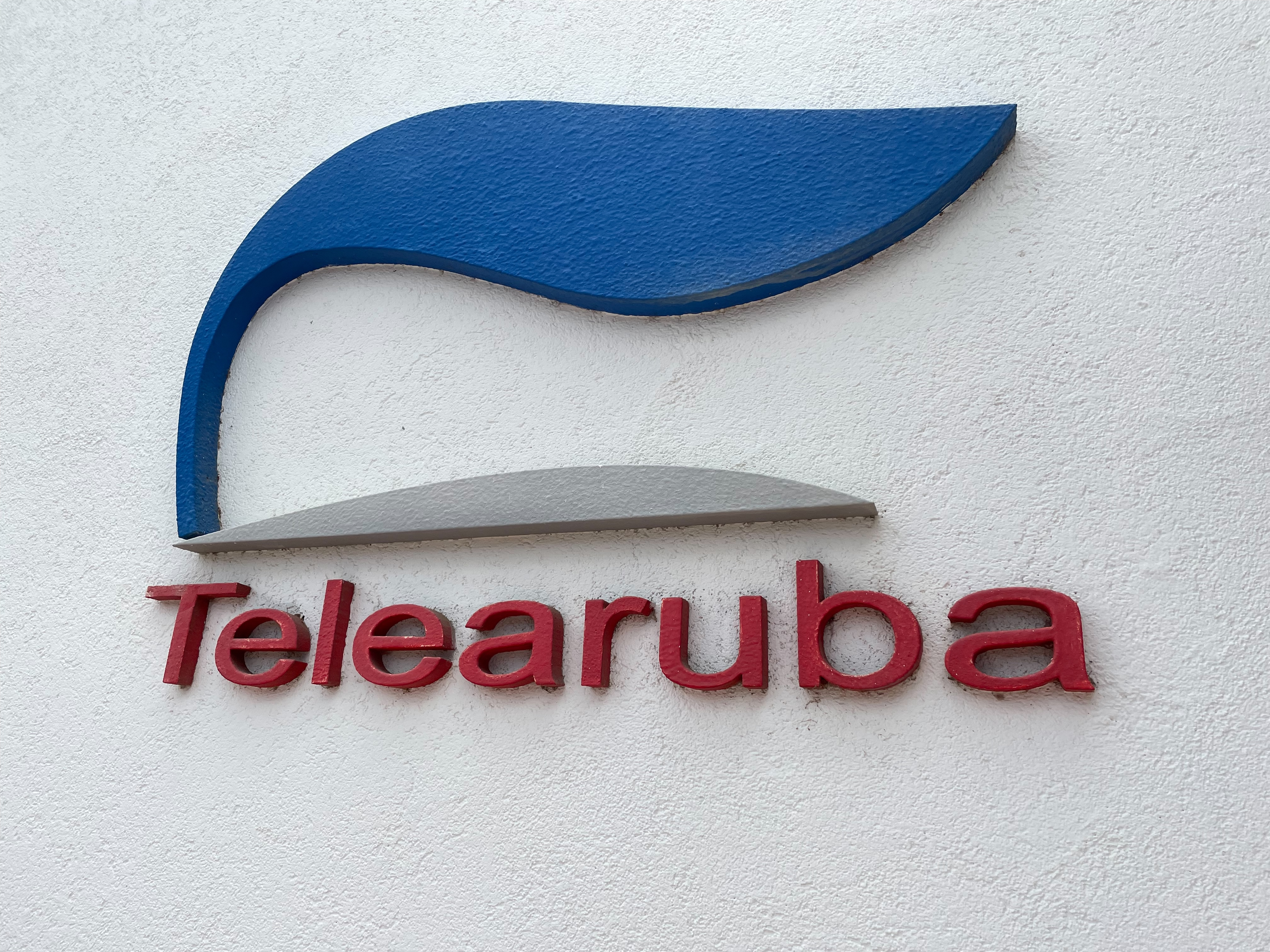
Logo Telearuba op voorgevel van het televisiestation in Pos Chikito.

Probleem bij de televisiestations was wel dat zij het door de jaren heen met weinig en ouderwetse apparatuur moesten doen. Toch hebben de televisiestation een manier gezocht om hiermee om te gaan en dat heeft hen veel kijkers opgeleverd. Het aantal programma's van educatieve en culturele aard was bij de televisie dan ook groter dan bij de radio. Door de technische vooruitgang hebben TeleCuraçao, TeleAruba en de televisie op St. Maarten flink moeten investeren om hun beeldkwaliteit niet te laten achterblijven bij die van de stations die uit Zuid-Amerika (vooral Venezuela) en de VS uitzenden.

## Het programmabeeld van radio en televisie
Het programmabeeld van de meeste radiozenders is nagenoeg hetzelfde. Bijna op alle zenders worden de populairste platen gedraaid, onderbroken door een reeks aan reclameboodschappen die niet van zeer goede geluidskwaliteit zijn. De programmamakers bevinden zich als het ware in een vicieuze cirkel omdat aan de ene kant adverteerders nodig zijn om omzet te boeken maar aan de andere kant willen ze ook dat adverteerders een bijdrage leveren aan het maken van 'betere' programma's. Dit gebeurt echter niet, en met minder advertenties zijn er niet genoeg financiële middelen om daadwerkelijk eigen programma's te maken en te behouden. 
Wederom is het ontbreken van de betere radioprogramma's ook een gevolg van een tekort aan professionele werknemers. Het werken met een klein budget en een kleine redactie komt de kwaliteit niet ten goede. Ook hier was het voor de radiozenders beter geweest wanneer zij zouden samenwerken met reclamebureaus, in plaats van hun reclames zelf te verzorgen.
Bij de televisie lag dat anders. De tv-stations hadden over het algemeen een betere relatie met de verschillende reclamebureaus. Zo werkten de stations van de Antilliaanse Televisie Maatschappij juist graag samen met lokale reclamebureaus. Bovendien werden er ook uitzendingen door overheidsorganen gesponsord, wat het uitzenden van meer opvoedkundige en culturele programma's mogelijk maakte. Deze programma's kwamen, evenals veel commerciële, echter wel uit het buitenland. Om dit patroon te doorbreken en zelf programma's te maken was geld nodig en dat was er niet genoeg om veranderingen door te voeren. Lange tijd waren de zelfgemaakte programma's dan ook improviserend van aard, wat weer effect had op de kwaliteit en inhoud.
Bij het ontstaan van de verschillende media op de Nederlandse Antillen en Aruba spelen dus voornamelijk twee problemen een rol. Aan de ene kant de financiële kwestie, aan de andere kant  de benodigde apparatuur en medewerkers.
Aan het enorme aantal dagbladen, radio- en televisiezenders dat momenteel in de Nederlandse Antillen en Aruba actief is, kan worden afgelezen dat de redacteuren en programmamakers zich staande hebben weten te houden.